# Ḩeşār-e Yazdān
Ḩeşār-e Yazdān (persiska: حصار یزدان) är en ort i Iran.   Den ligger i provinsen Khorasan, i den nordöstra delen av landet, 700 km öster om huvudstaden Teheran. Ḩeşār-e Yazdān ligger 1 433 meter över havet och antalet invånare är 457.
Terrängen runt Ḩeşār-e Yazdān är huvudsakligen platt, men söderut är den kuperad.Runt Ḩeşār-e Yazdān är det ganska glesbefolkat, med 25 invånare per kvadratkilometer. Ḩeşār-e Yazdān är det största samhället i trakten. Omgivningarna runt Ḩeşār-e Yazdān är i huvudsak ett öppet busklandskap.